# Ananthura antipai
Ananthura antipai är en kräftdjursart som beskrevs av Negoescu 2005. Ananthura antipai ingår i släktet Ananthura och familjen Antheluridae. Inga underarter finns listade i Catalogue of Life.